# San Sebastián (San Vicente)
San Sebastián è un comune del dipartimento di San Vicente, in El Salvador.